# Trzy dni Kondora
Trzy dni Kondora (ang. Three Days of the Condor) – amerykański thriller z 1975 w reżyserii Sydney'a Pollacka na podstawie powieści Jamesa Grady’ego Sześć dni Kondora. Jeden z najsłynniejszych thrillerów szpiegowskich.

## Główne role
- Robert Redford – Joseph Turner „Kondor”
- Faye Dunaway – Kathy Hale
- Cliff Robertson – J. Higgins
- Max von Sydow – G. Joubert
- John Houseman – pan Wabash
- Addison Powell – Leonard Atwood
- Walter McGinn – Sam Barber
- Tina Chen – Janice Chon
- Michael Kane – S.W. Wicks
- Don McHenry – Dr Ferdinand Lappe
- Michael B. Miller – Fowler

## Fabuła
Kondor to pseudonim naukowca pracującego dla CIA. Kiedy wraca z lunchu odkrywa, że jego współpracownicy nie żyją. Zawiadamia centralę, nie wiedząc, że będzie ścigany.

## Nagrody i nominacje
Oscary za rok 1975
- Najlepszy montaż – Fredric Steinkamp, Don Guidice (nominacja)

Złote Globy 1975
- Najlepsza aktorka dramatyczna – Faye Dunaway (nominacja)